# Biserica fortificată din Șaroș pe Târnave
Biserica fortificată din Șaroș pe Târnave este o biserică fortificată clasată ca monument istoric (cod LMI SB-II-a-A-12556) și formată din următoarele monumente:
- Biserica evanghelică, cod LMI SB-II-m-A-12556.01
- Incintă fortificată, cu turn, trei bastioane, capelă (fragment), turn de poartă, cod LMI SB-II-m-A-12556.02
- Casa parohială, cod LMI SB-II-m-A-12556.03[1]

## Localitatea
Șaroș pe Târnave, mai demult Șaroșu Săsesc, Șaroșul pe Târnave, Șaroș, Șaroșul, (în dialectul săsesc Schuersch, Šuerš, a se pronunța "Șuărș", în germană Scharosch, Gross-Scharss, Scharesch, în maghiară Szászsáros) este o localitate componentă a orașului Dumbrăveni din județul Sibiu, Transilvania, România.
Localitatea Șaroș pe Târnave datează din vechi timpuri, fiind atestată documentar încă din 1282. 

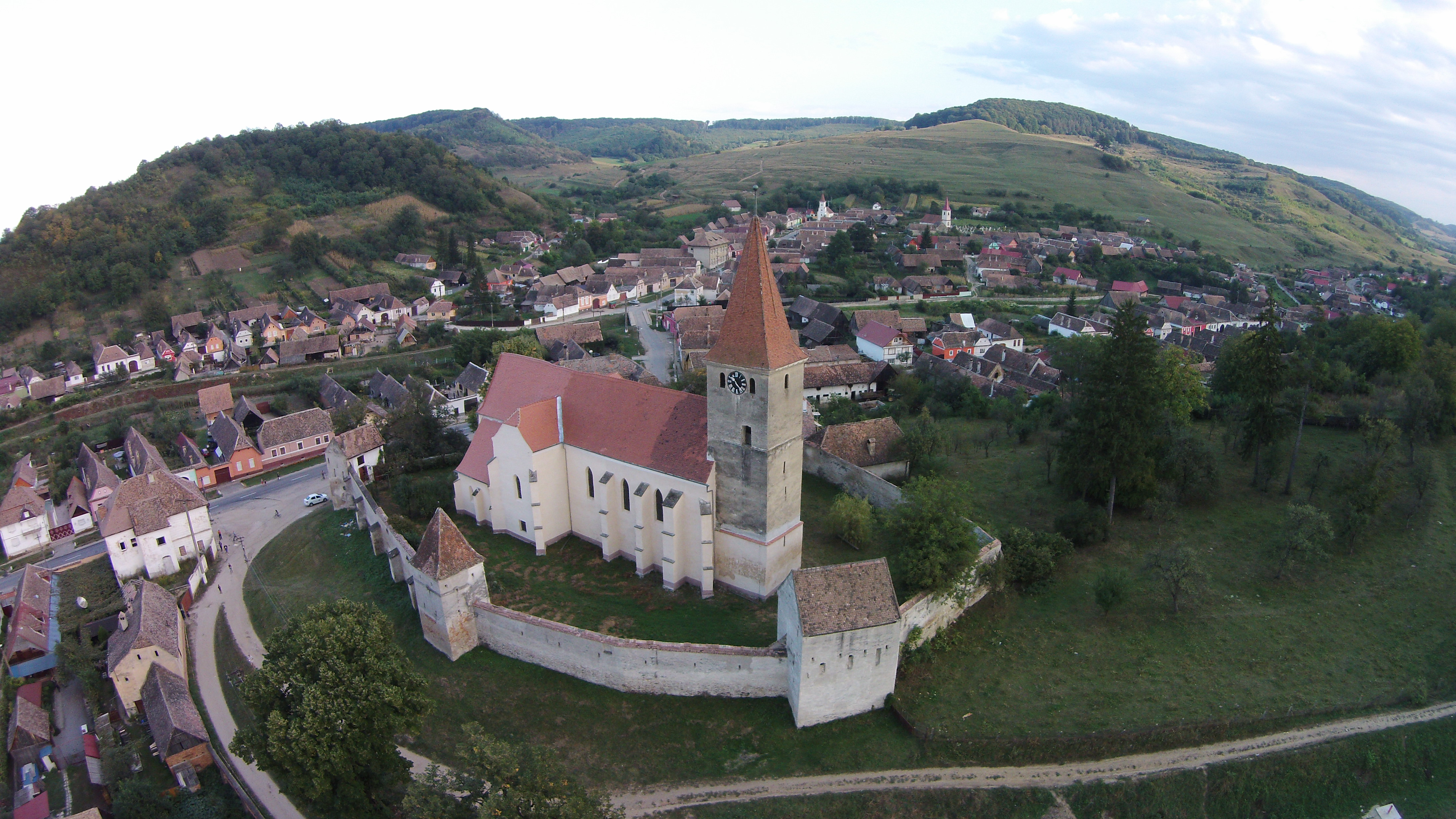
Vedere aeriană: biserica şi localitatea

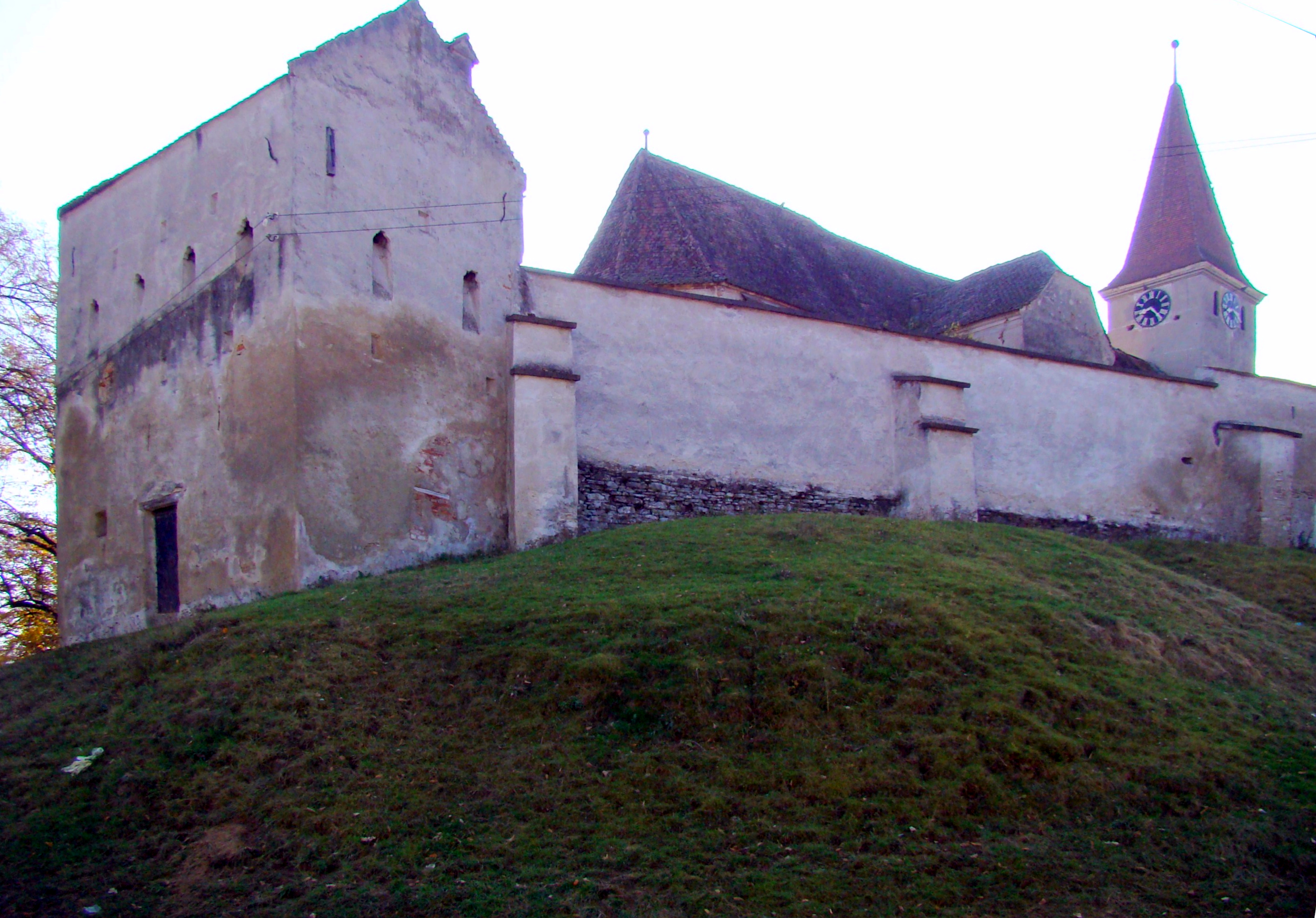
Biserica şi fortificația

## Biserica

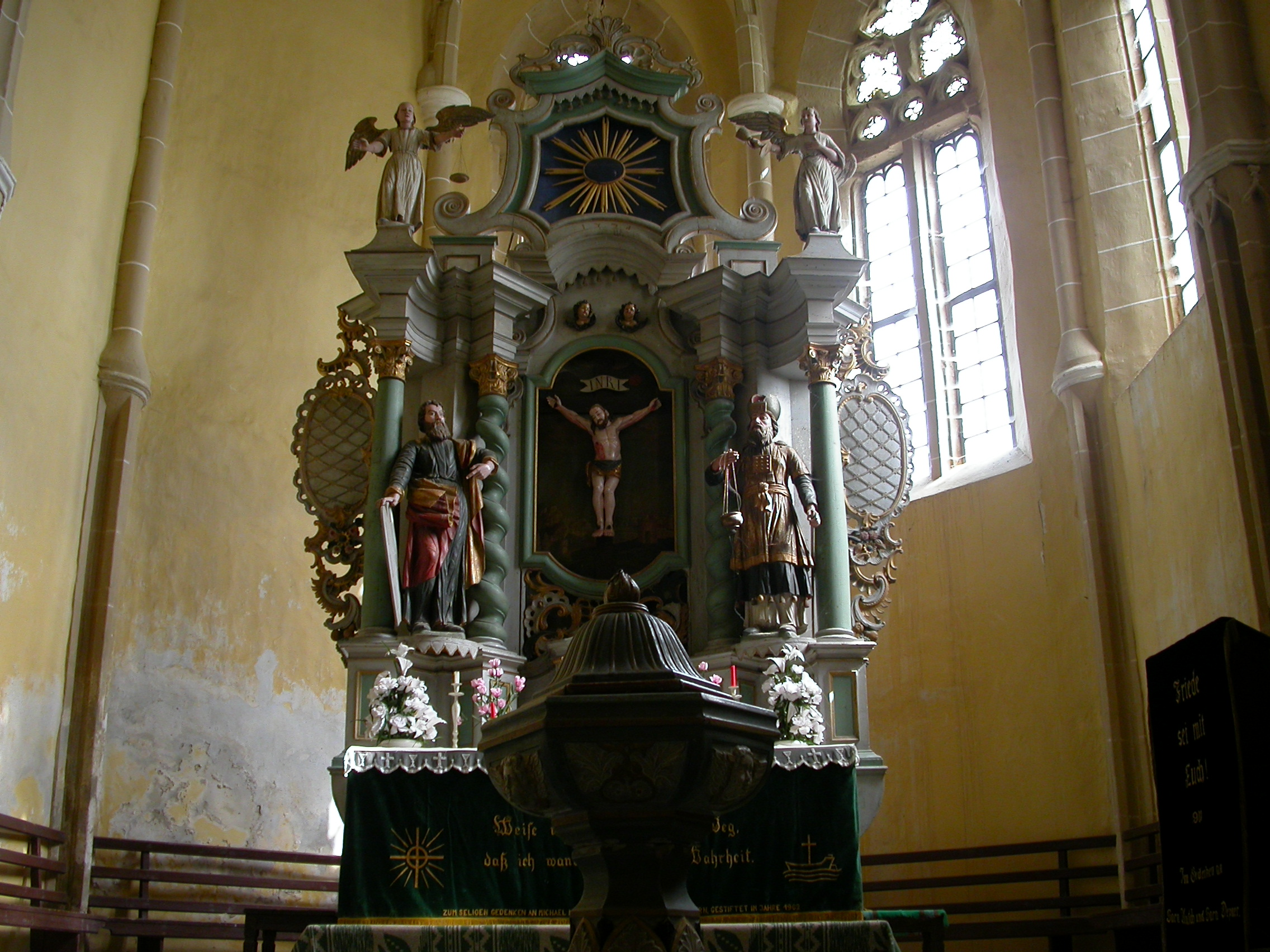
Altarul

În prima jumătate a secolului XIV este planificată și construită biserica gotică cu trei nave. În secolul următor hoardele turcești distrug satul și biserica.

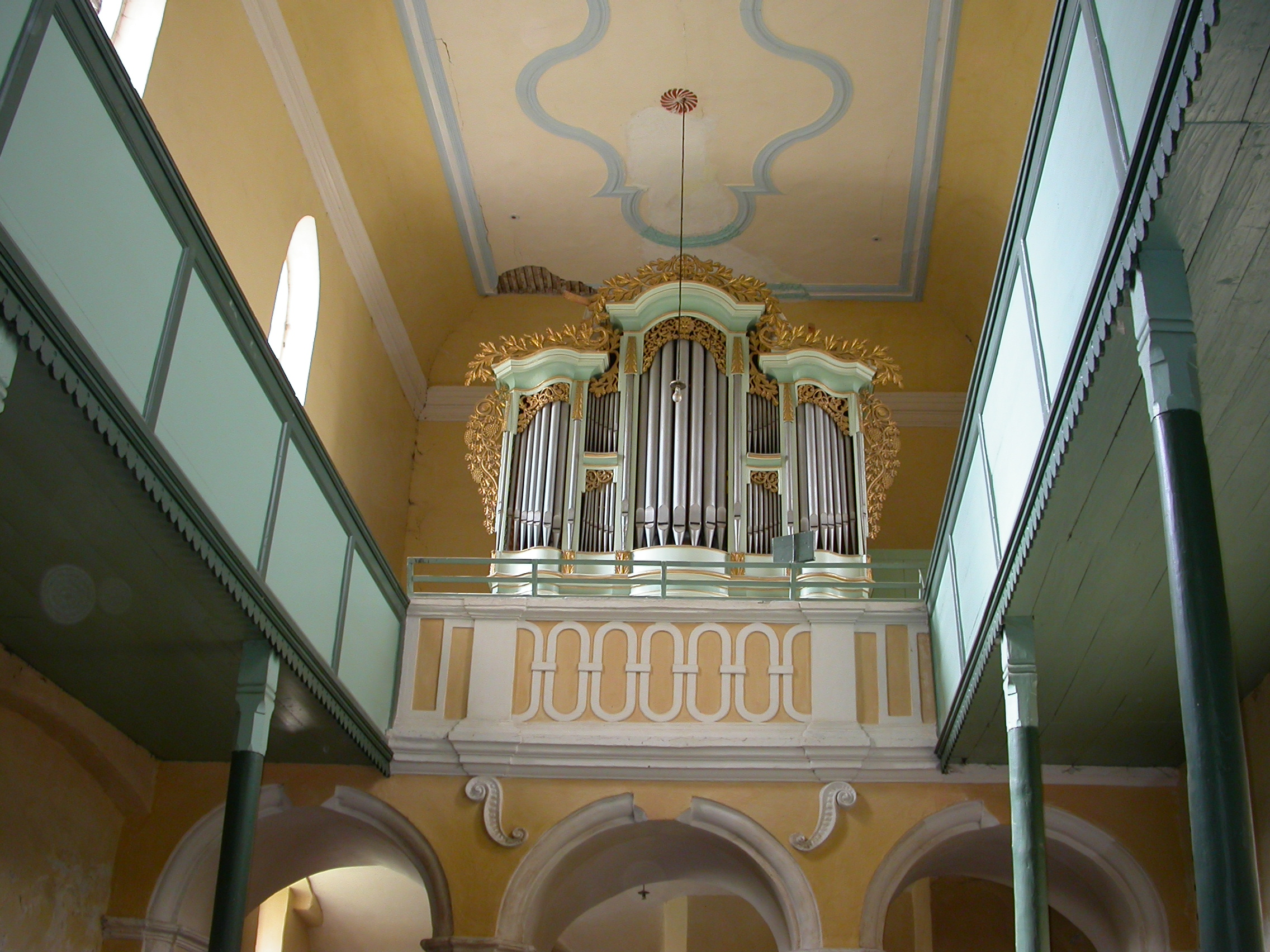
Orga

Localnicii reconstruiesc și fortifică biserica dotată acum cu o singură navă și având formă de cruce. Construcția este finalizată în anul 1422 și este sfințită de un trimis al papei de la Roma, primind hramul Sf. Elena și Sf. Nicolae. În 1483 încep lucrările la zidul împrejmuitor al bisericii, care este întărit cu cinci turnuri de apărare. 

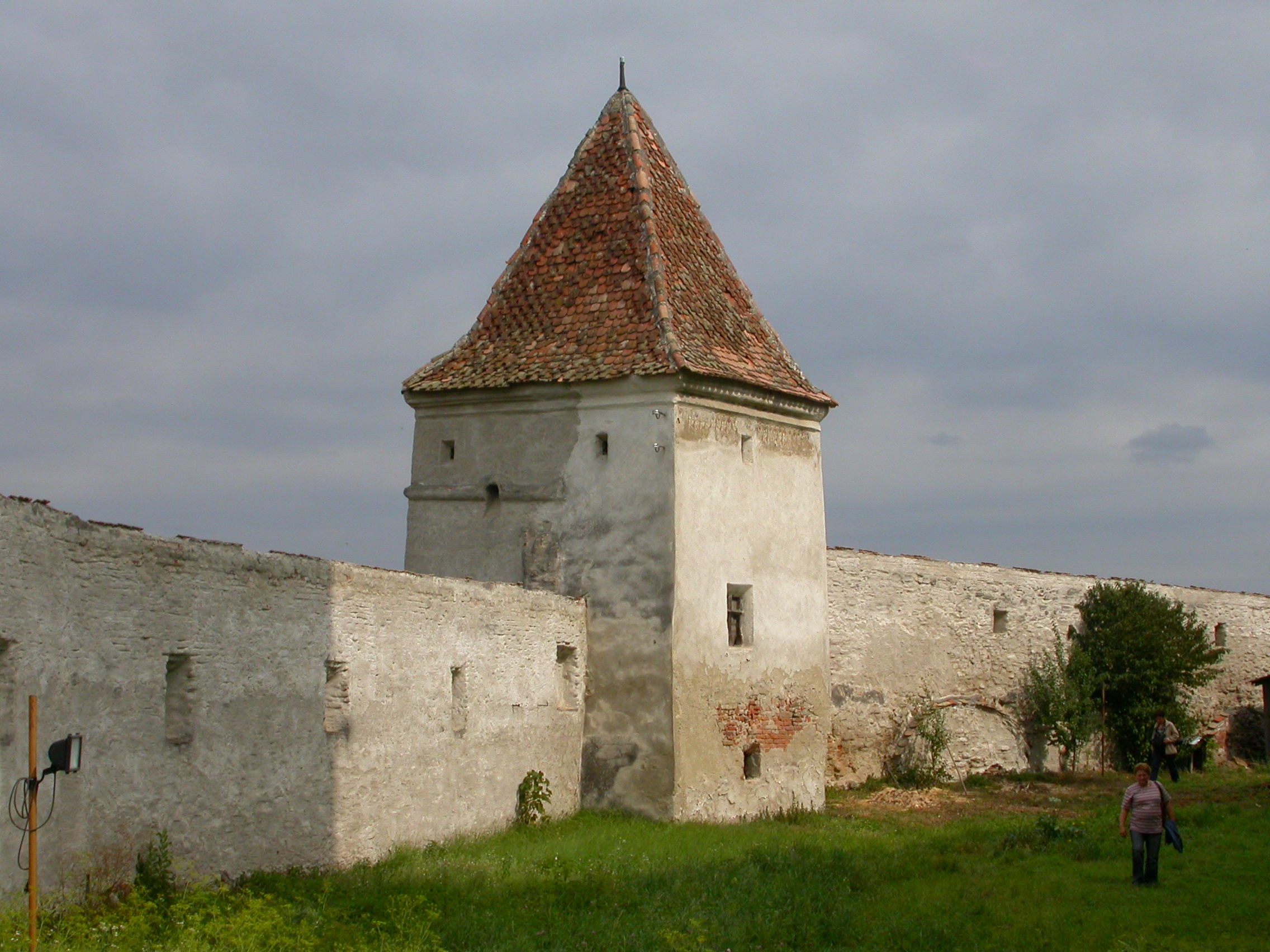
Incinta fortificată

La începutul secolului XVI se construiește turnul bisericii, iar în secolul următor se montează ceasul. Anul 1605 este unul dificil pentru această localitate: satul este atacat, jefuit și ars până la temelii în luptele împotriva rebelului Ștefan Bocskai. Până la 1690 satul suferă cumplit de pe urma războaielor care decimează populația redusă la doar 5 familii.
Abia în a doua jumătate a secolului XVIII se mai execută diferite lucrări la biserică: este cumpărat de la Mediaș potirul și este turnat din nou clopotul mijlociu care funcționează și în zilele noastre. 
În 1772 încep lucrări de renovare ale lăcașului de cult ruinat: se reconstruiește plafonul, iar maestrul Johan Folbart din Sighișoara montează altarul baroc în corul bisericii în 1774. Un incendiu devastator cuprinde satul în 1776 și mistuie 60 de case, avariind și acoperișurile turnurilor de apărare. Acestea vor fi refăcute în anii următori.
În 1808 turnul bisericii este înălțat cu încă un etaj și primește forma actuală. Apoi maeștrii Friedrich și Wilhelm Maetz din Biertan construiesc orga.
În 1966 un fulger distruge complet acoperișul, iar ceasurile și instalația electrică sunt aruncate din pereți. În cursul aceluiași an se efectuează toate reparațiile necesare.

## Galerie de imagini

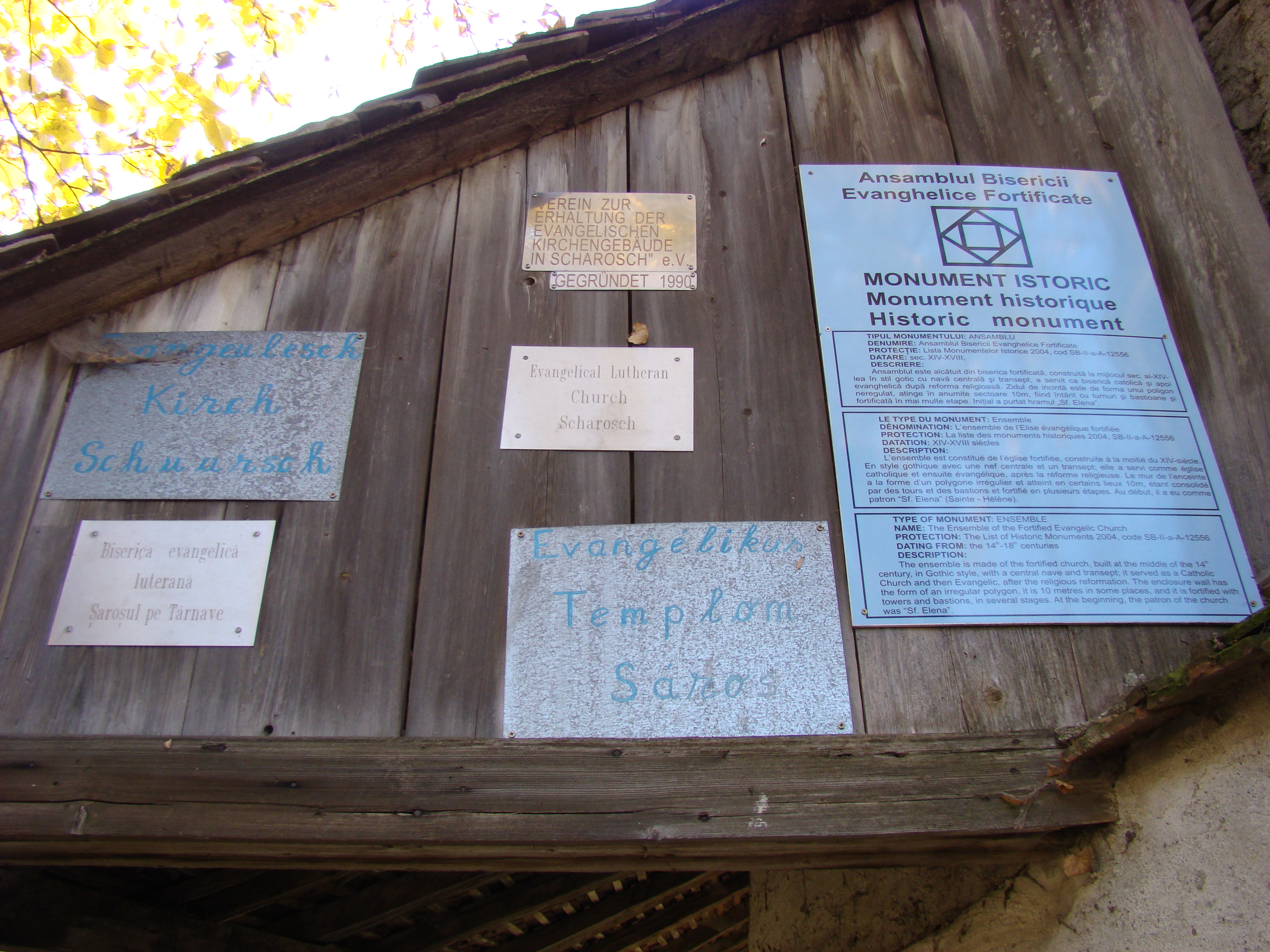
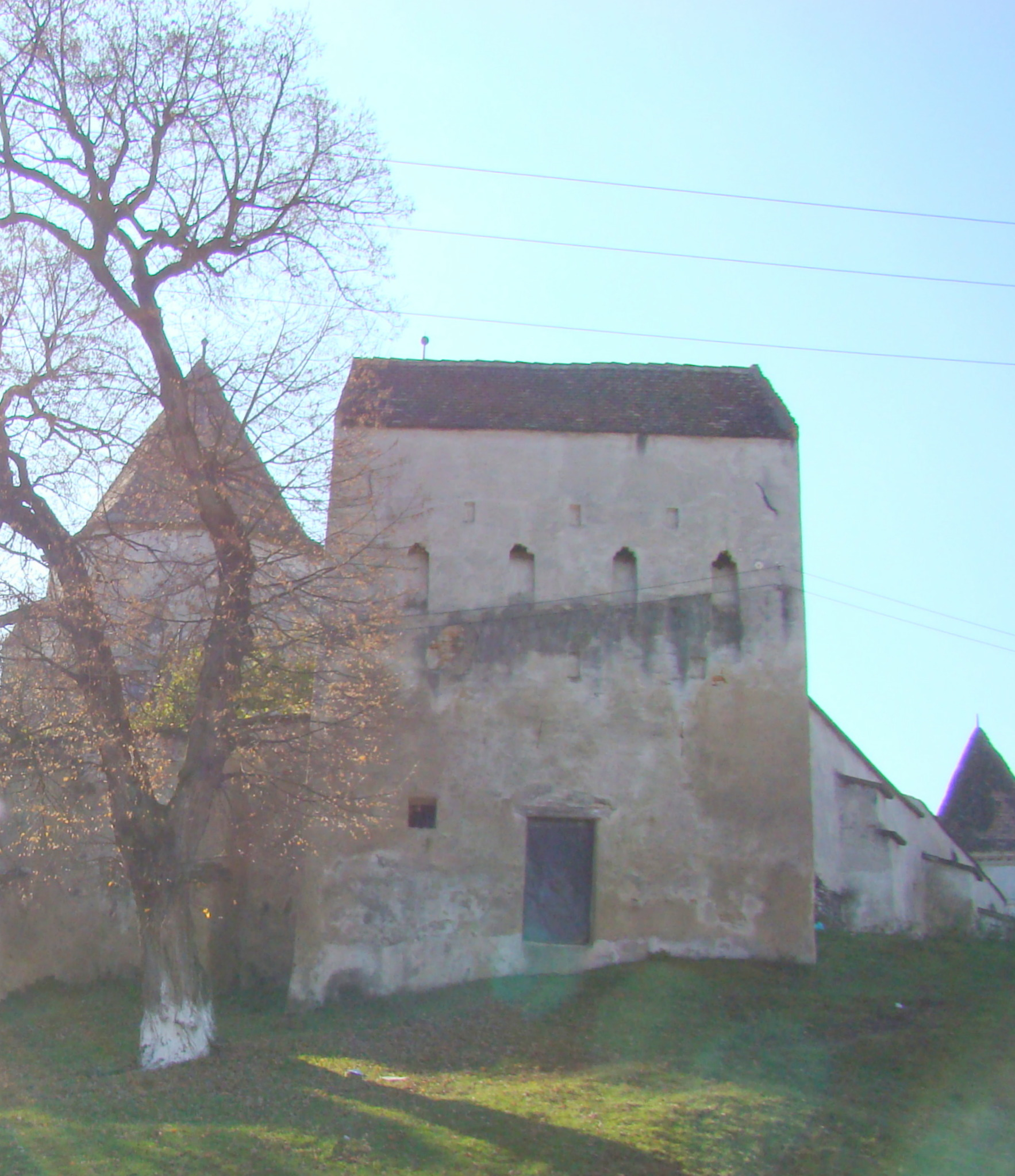
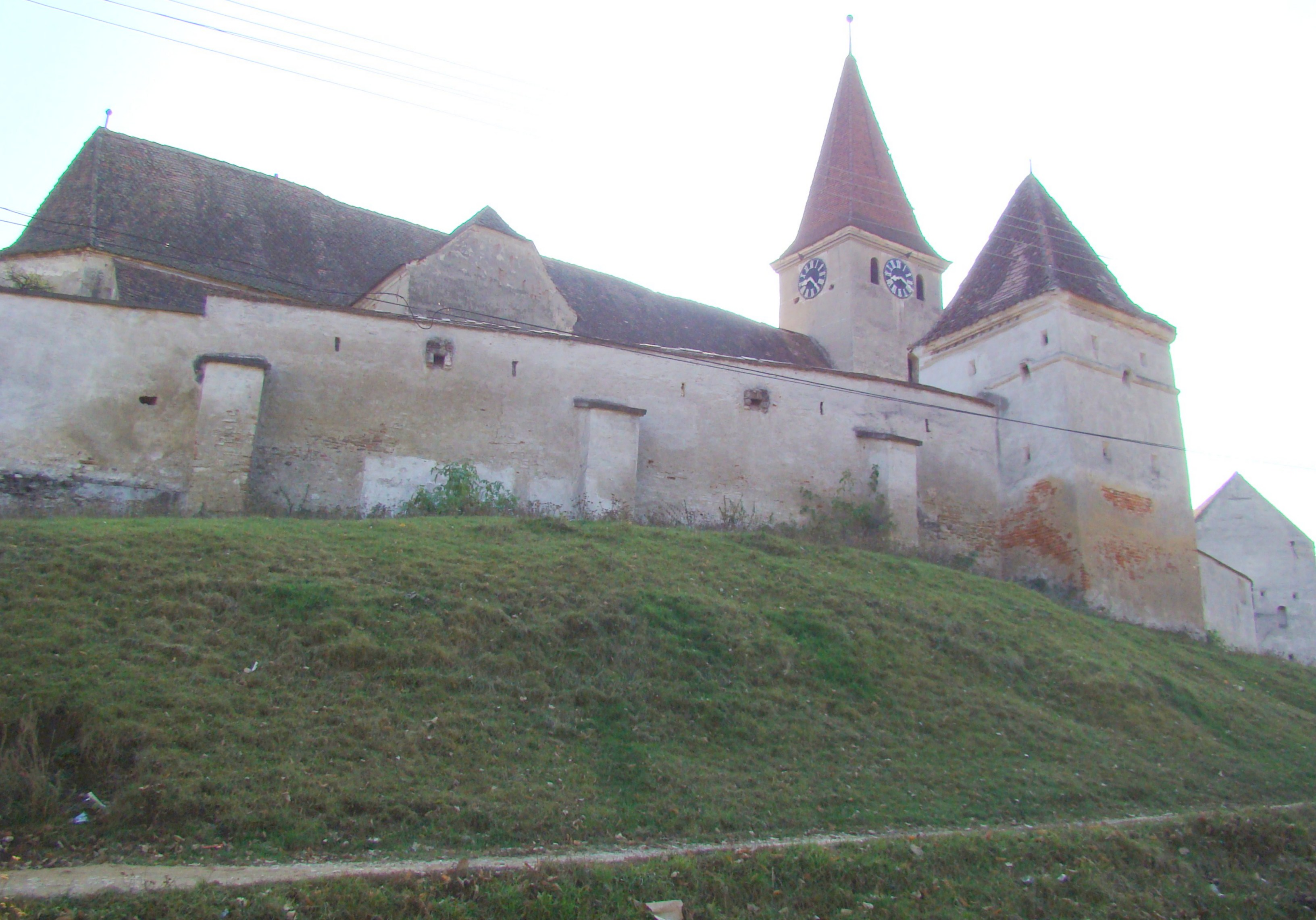
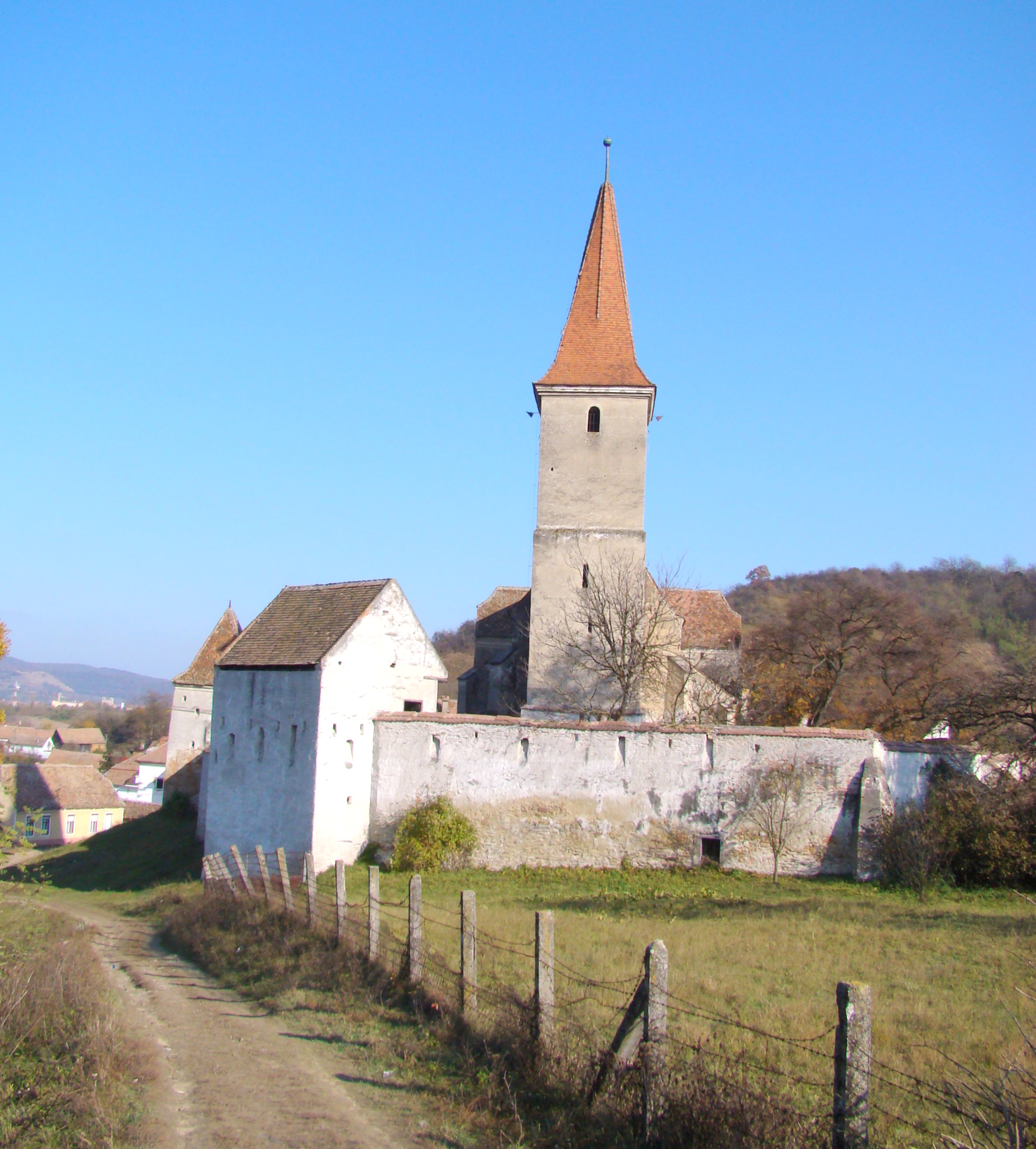
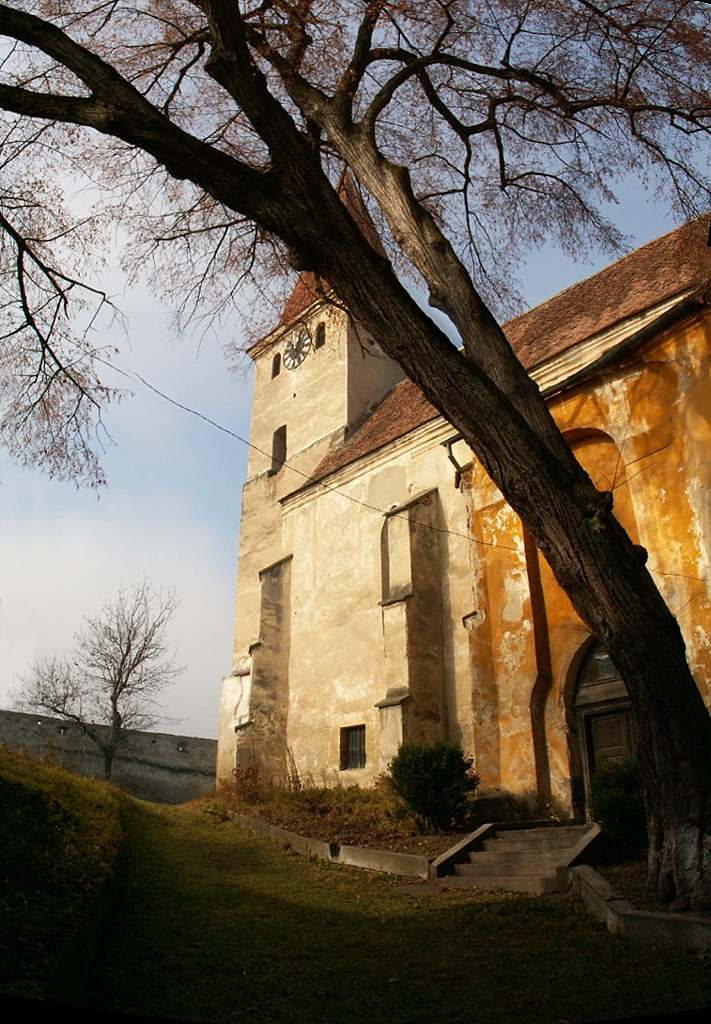
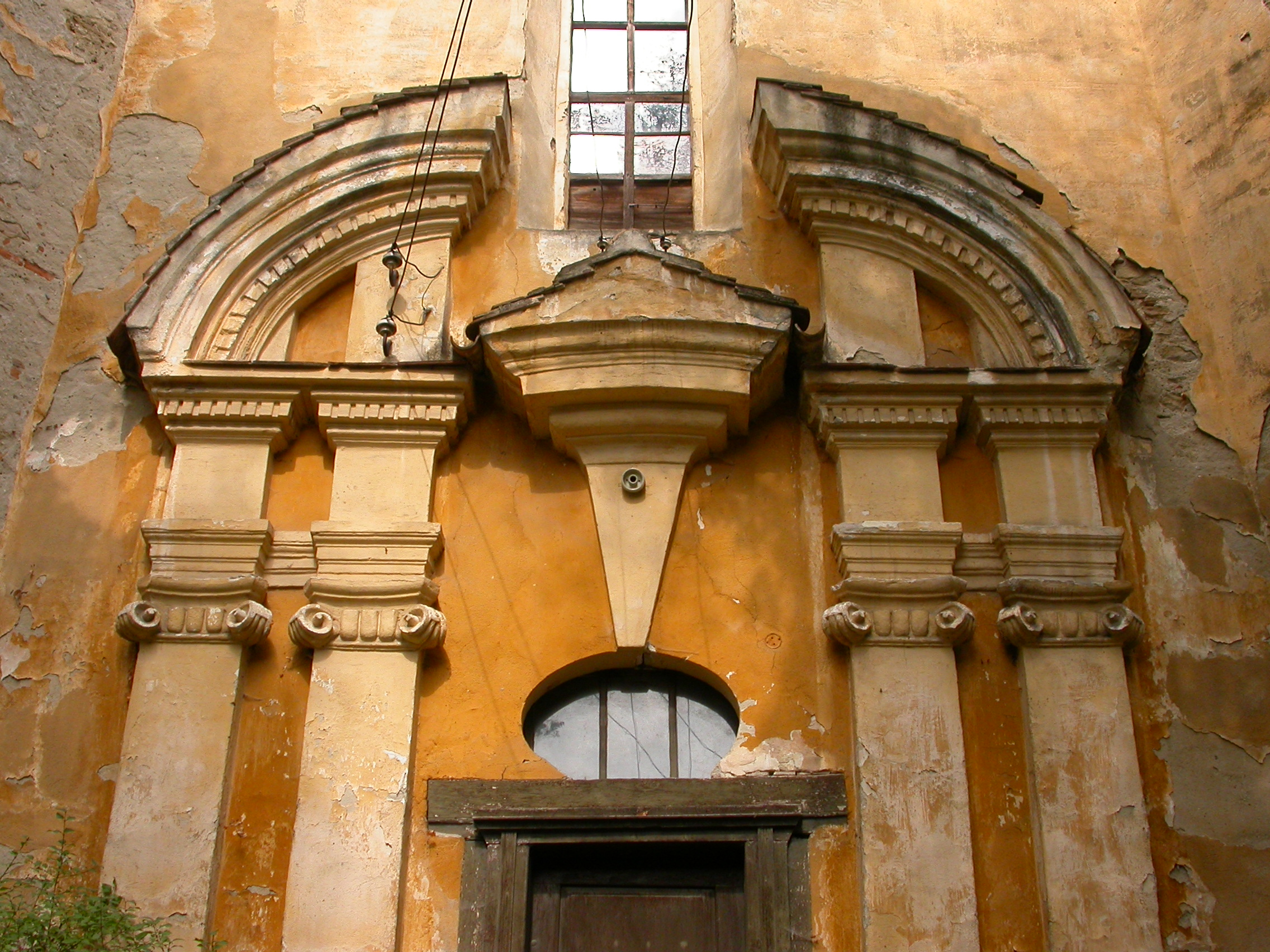
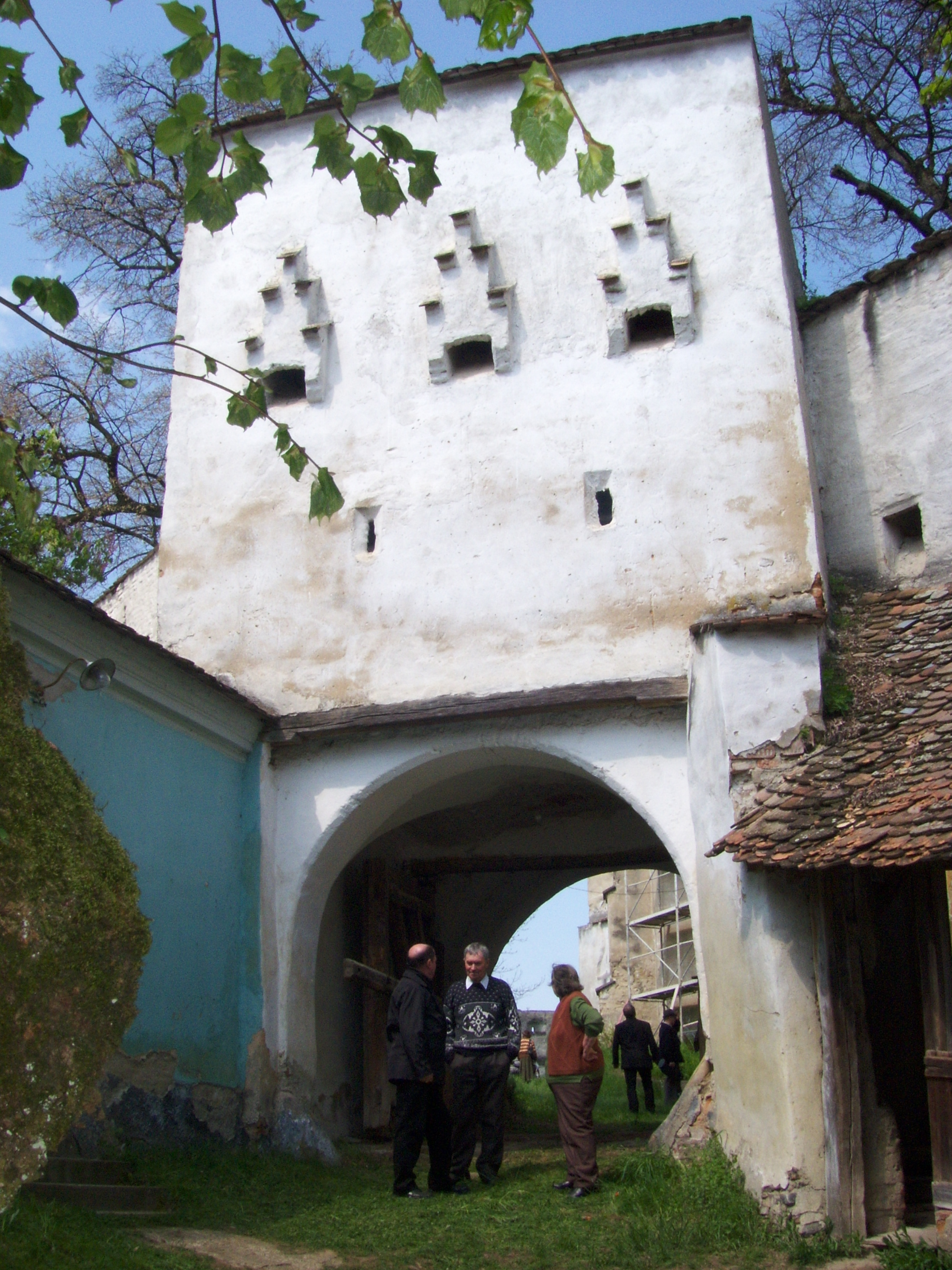
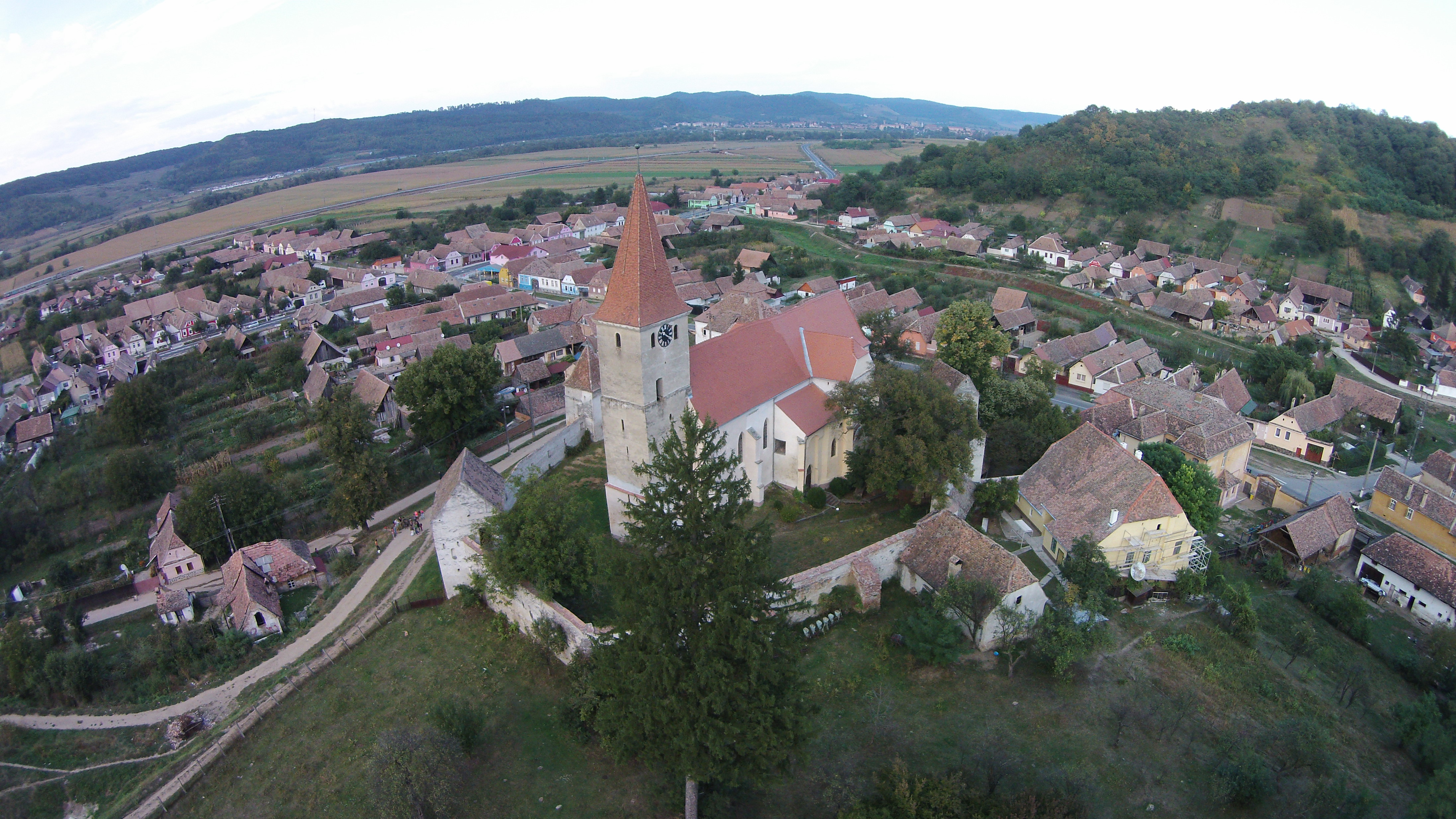

## Vezi și
- Șaroș pe Târnave, Sibiu